# Max von Pettenkofer
Max Joseph von Pettenkofer, född 3 december 1818 i Lichtenheim i Niederbayern, död 10 februari 1901 i München, var en tysk kemist och läkare. Han hävdade felaktigt att smitta kunde separeras mellan välbärgade och fattiga områden men hans arbete fick likväl betydelse för underprivilegierade gruppers miljöer och hälsa.
Pettenkofer studerade i Giessen kemi hos Justus von Liebig, blev 1843 medicine doktor samt utnämndes 1847 till extra ordinarie och 1853 till ordinarie professor i medicinsk kemi i München. År 1866 inrättades där för honom en lärostol i hygien, den första i Tyskland, vilken han behöll till 1894. År 1890 blev han president i bayerska vetenskapsakademien.
Pettenkofer grundlade den tyska hygieniska skolan. I en mängd, delvis gemensamt med Carl von Voit utförda, undersökningar bearbetade han hygienens alla områden (undersökningar över kolerans utbredningssätt, grundvattnets inverkan, ventilationen, desinfektionen, ämnesomsättningen med mera) och inverkade genom sina många lärjungar på hygienens utveckling även långt utanför Tyskland. 
Tillsammans med Ludwig von Buhl och Voit utgav han 1864-81 "Zeitschrift für Biologie". Därefter började han tillsammans med August Wilhelm von Hofmann och Joseph Forster utge "Archiv für Hygiene" samt redigerade i tillsammans med Hugo von Ziemssen en omfångsrik "Handbuch der Hygiene" (tre band i sju avdelningar 1882 ff.).
Bland Pettenkofers kemiska och fysiologisk-kemiska arbeten kan nämnas en avhandling Über die regelmässigen Abstände der Æquivalenzzahlen der sogenannten einfachen Radicale, i vilken han påpekade de regelbundna avstånden mellan atomerna i de så kallade triaderna; vidare utarbetade han metoden att kvantitativt bestämma koldioxiden i luft och i vatten och studerade förekomsten av garvsyrorna i ved.
Under 1840-50-talen sysselsatte Pettenkofer sig med talrika kemisk-tekniska problem, till exempel framställningen av antika glassorter. För restaurering av oljemålningar angav han två nya förfaringssätt och utgav en skrift, Über Ölfarbe und Conservirung der Gemälde-Galerien durch das Regenerations-Verfahren (andra upplagan 1902).
Pettenkofer blev 1877 ledamot av Göteborgs vetenskaps- och vitterhetssamhälle och 1885 av svenska Vetenskapsakademien. Ett monument restes över honom på Maximiliansplatz i München.